# Herbert Flugelman

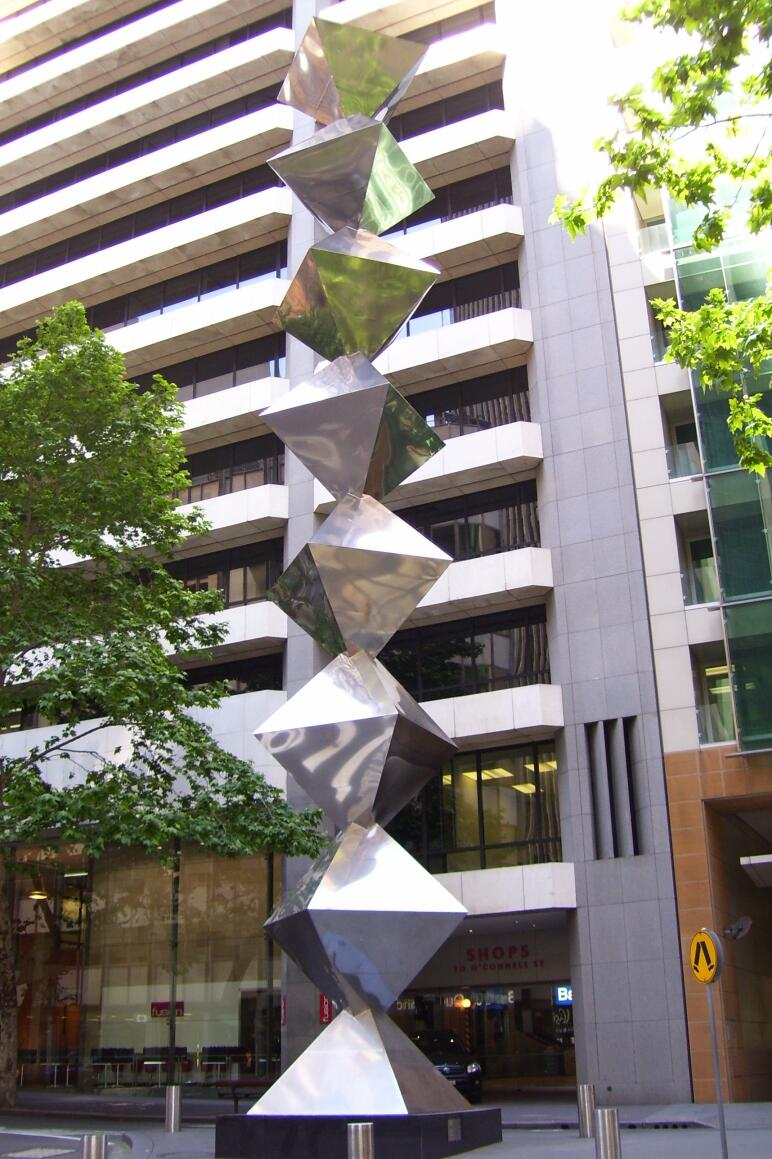
Der politisch umstrittene so genannte Silberne Shishkebab (Pyramid Tower) in der Spring Street von Sydney

Herbert Flugelman, auch Bert Flugelman genannt (* 28. Januar 1923 in Wien; † 26. Februar 2013 in Bowral, New South Wales), war ein australischer Maler, Bildhauer und Lehrer, der zahlreiche Arbeiten schuf. Er ist insbesondere mit seinen aus polierten Edelstahl geometrisch geformten Skulpturen bekannt geworden. In seinem späteren Werk nahm er Formen von fossilen Schalentieren auf.

## Leben
Flugelman emigrierte im Jahre 1938 als 15-Jähriger aus Wien in Österreich mit seinen jüdischen Eltern nach Australien. Während des Zweiten Weltkriegs von 1943 bis 1946 diente Flugelman in der Australian Army in nichtkämpfenden Einheiten in Australien.
Von 1948 bis 1951 studierte er an der National Art School Sydney. In den Jahren 1951 bis 1955 bereiste er Länder in Übersee und im Jahre 1952 infizierte er sich mit Polio (Kinderlähmung), wodurch sein linker Arm und sein rechtes Bein gelähmt wurde.
Er heiratete zweimal, aus erster Ehe stammen drei Töchter und aus der zweiten Ehe stammt ein Sohn. Er lebte seit 2002 in Bowral im Süden von New South Wales.

## Werk
Er reiste nach dem Zweiten Weltkrieg nach Europa, und obwohl er erfolgreich in der Piccadilly Gallery in London und in der Barone Gallery in New York ausstellte, ging er im Jahr 1955 nach Australien zurück.
Von 1972 bis 1983 war Flugelman Lektor an der South Australian School of Art, ferner er war auch für die Bildhauerei dort zuständig. In dieser Zeit fertigte er die meisten seiner berühmten Werke an, insbesondere die Festival Sculpture (1974), Spheres (1997) und Cones (1982) im Skulpturenpark der National Gallery of Art.
Von 1984 bis 1990 war Flugelman Cheflektor und Betreuer an der School of Creative Arts an der University of Wollongong.
1991 erhielt er einen Ruf zum Professor an der University of Wollongong. 1995 wurde er zum Ehrendoktor für kreative Kunst ernannt und im Jahre 1997 erhielt vom Australia Council den Emeritus Award für Visual Arts/Craft Fund.

## Kunstkritik
Flugelmans Karriere als Bildhauer war nicht ohne Kontroversen. Seine 19 Meter hohe Skulptur Pyramid Tower, die auf dem Martin Place in Sydney – einem renommierten Platz mit zahlreichen Banken und öffentlichen Gebäuden – aufgestellt war, spaltete Sydney in zwei Lager und wurde heftig als The Silver Shish Kebab kritisiert. Der Bürgermeister Sydneys, Frank Sartor von der Australian Labor Party, ließ daraufhin diese Skulptur 1996 abbauen und erst 1999 auf einen weniger bedeutenden Ort zwei Häuserblocks vom ursprünglichen Ort entfernt zwischen Pitt Street und Spring Street umsetzen.
Eine weitere öffentliche Auseinandersetzung entzündete sich an seiner Darstellung Chainsaw (Kettensäge) der britischen Premierministerin Margaret Thatcher.

## Werke (Auswahl)
- 1962 Betonrelief, A.O.R. Kurnell, New South Wales
- 1965 Cast Bronze Sculpture, Universität of New South Wales
- 1966/67 Untitled (Gewelltes Kupfer und Mosaik-Fontäne) an der Bruce Hall, Australian National University in Canberra
- 1973 Continuum, University of Adelaide
- 1974 Environmental sculpture Tetrahedra, Adelaide Festival Centre in Adelaide
- 1975 The Knot, Light Square in Adelaide
- 1977 Spheres, Rundle Mall, Adelaide
- 1978 Spiral and Wave, Wollongong City Gallery in Wollongong (New South Wales)
- 1978 Pyramid Tower, Sydney (The Silver Shish Kebab)
- 1978/79 Tumbling Cubes im Margaret Timpson Park, Belconnen-District, Canberra
- 1982 Cones, National Gallery of Australia, Canberra
- 1985 Gateway to Mount Keira, Universität van Wollongong
- 1985 Stainless Steel Sculpture, Penrith Regional Gallery, Emu Plains (New South Wales)
- 1988 Winged figure - Lawrence Hargrave Memorial, Universität of Wollongong
- 1999/2000 Federation Arch, Orange Botanical Garden, Orange (New South Wales)
- 2005 Tribute (an Richard Llewellyn), Adelaide Festival Centre
- 2006 Slow Spiral, Queens Plaza in Brisbane
- 2007 Transition series (Tree Skulptures), Universität of Wollongong

## Fotogalerie

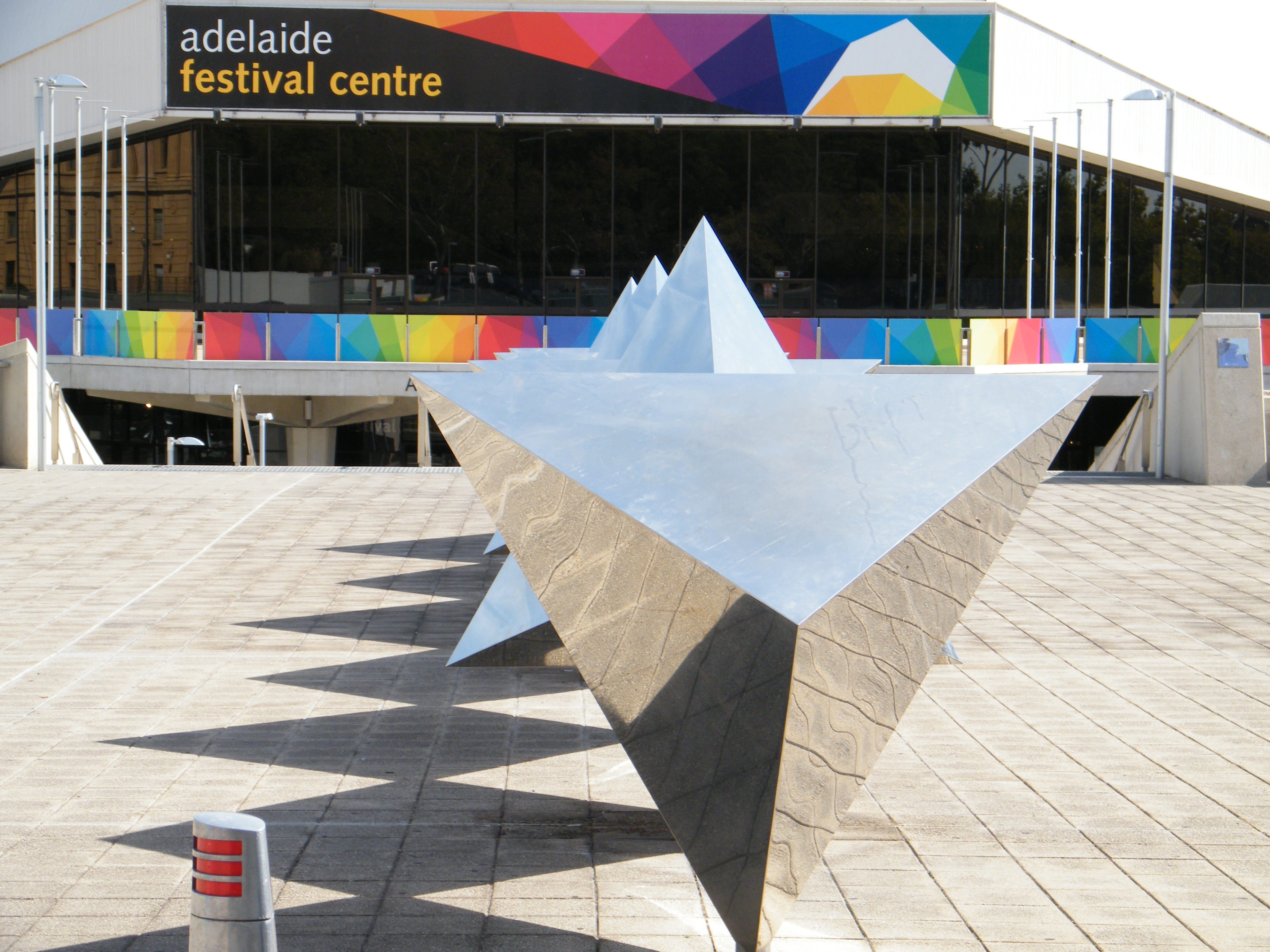
Tribute (dt.: Tribut), Skulptur vor dem Festival Centre Adelaide
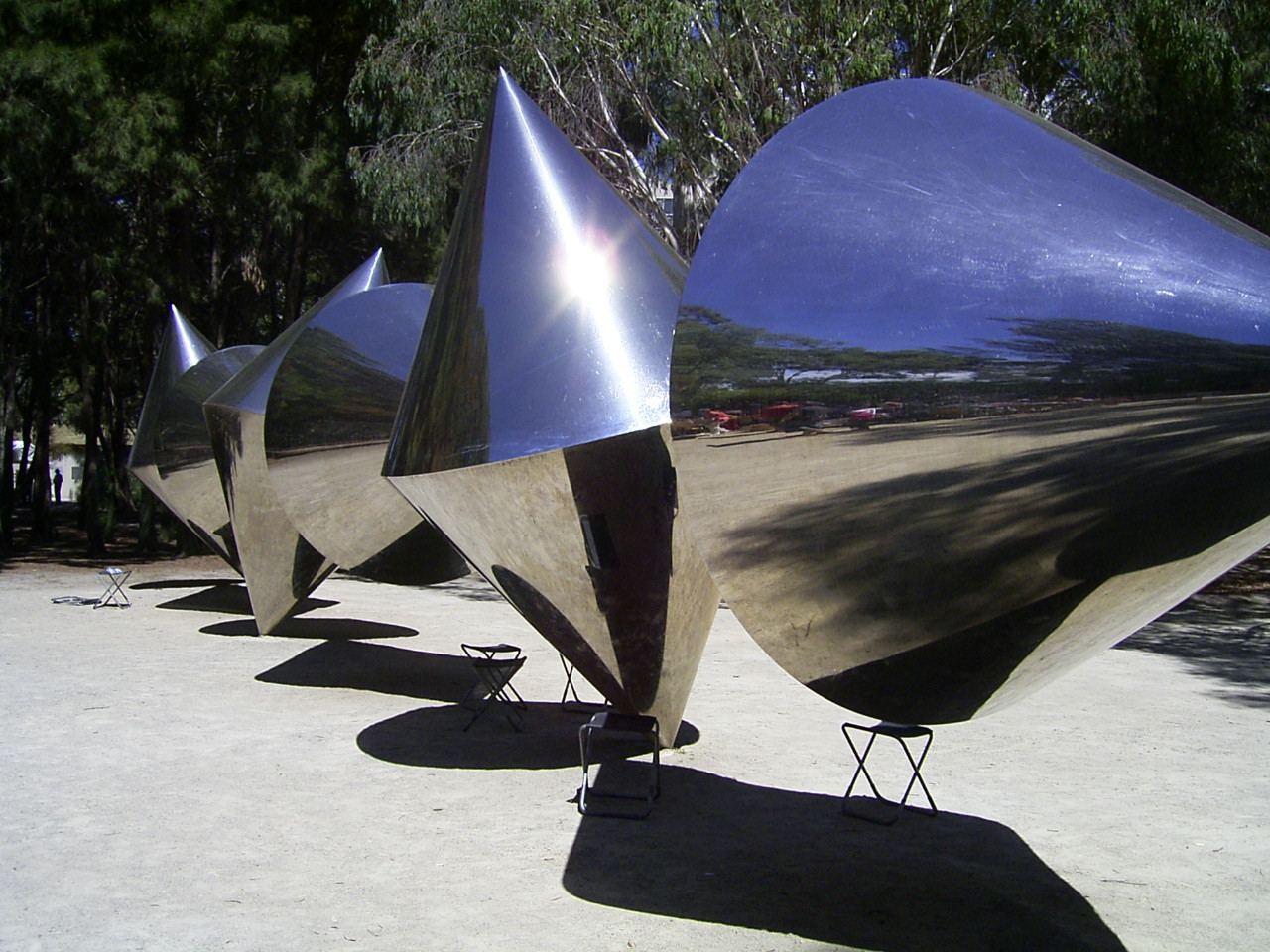
Cones (dt.: Kegel), (1982)
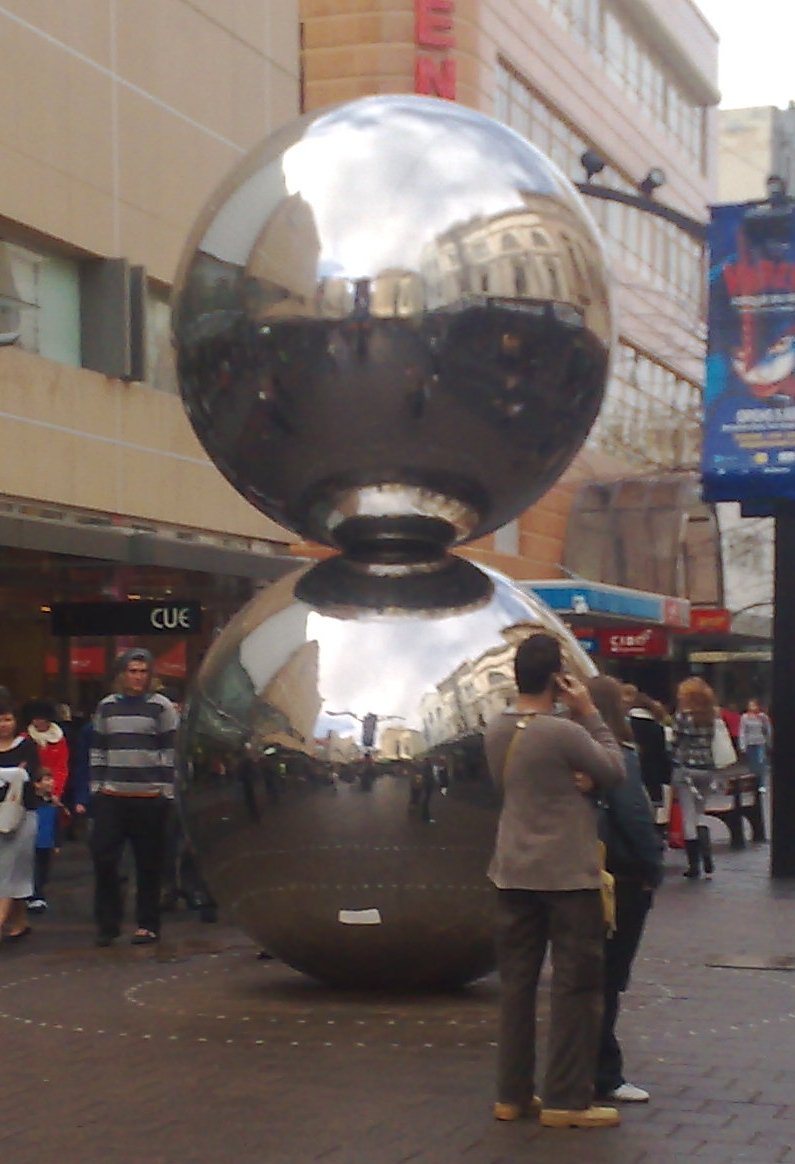
The Spheres (dt.: Kugeln), (1979)
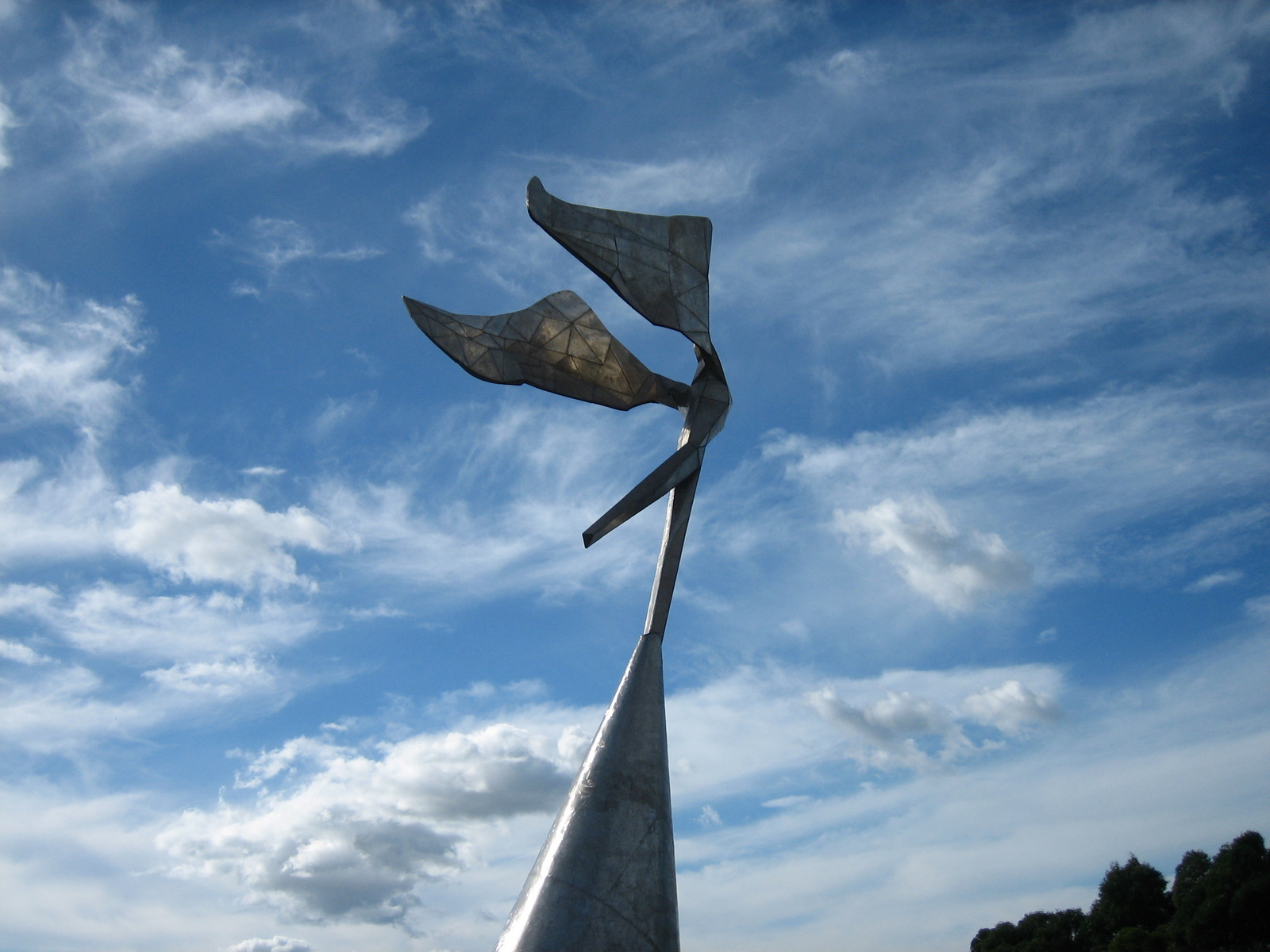
Winged Figure - Lawrence Hargrave Memorial (dt.: Geflügelte Figur - Lawrence Hargrave-Memorial), (Detail, 1988)